# Hernán Rodríguez
Hernán Rodríguez Aliste (* 2. Mai 1933 in Santiago de Chile) ist ein ehemaliger chilenischer Fußballspieler. Der Mittelfeldspieler absolvierte 21 Länderspiele und wurde 1963 Chiles Fußballer des Jahres.

## Spielerkarriere

### Verein
Hernán Rodríguez begann seine Profikarriere 1954 beim CSD Colo-Colo. Dort spielte er bis 1960 und gewann 1958 den chilenischen Pokal sowie die Meisterschaften 1956 und 1960. 1961 wechselte Rodríguez zum CD Ferrobádminton, wo er bis 1963 blieb. 1963 wurde er zudem Fußballer des Jahres in Chile. Seine letzten Karrierejahre verbrachte Rodríguez bei den Rangers de Talca.

### Nationalmannschaft
Hernán Rodríguez debütierte für die Nationalmannschaft beim Campeonato Sudamericano 1955 im ersten Spiel gegen Ecuador, als er beim 7:1-Erfolg für Sergio Espinoza eingewechselt wurde. Chile wurde hinter Argentinien Turnierzweiter. Beim Campeonato Sudamericano 1959 in Argentinien absolvierte Rodríguez alle sechs Partien für La Roja. Das Team belegte am Ende nach zwei Siegen, einem Unentschieden und drei Niederlagen den fünften Platz der sieben Teilnehmer.
Zwischen 1955 und 1961 absolvierte Rodríguez 21 Länderspiele, das letzte im Dezember 1961 beim 5:1-Sieg im Freundschaftsspiel gegen Ungarn.

## Erfolge
- Chilenische Meisterschaft: 1956, 1960
- Chilenischer Pokal: 1958

## Auszeichnungen
- Chiles Fußballer des Jahres: 1963